# Tasiusaq (Kujalleq)
Tasiusaq es una localidad en la municipalidad de Kujalleq, al sur de Groenlandia. Se ubica en el fiordo Tasermiut (Ketlis Fjord en danés) a 60°11′35″N 44°49′11″O / 60.19306, -44.81972. Tiene una población de 79 habitantes (en 2005).